# Pirsaat
Pirsaat (ázerbájdžánsky Pirsaatçay) je řeka v Ázerbájdžánu. Je dlouhá 199 km. Povodí má rozlohu 2280 km².

## Průběh toku
Pramení v horách Velkého Kavkazu. Teče na jihovýchod. Ústí do Kaspického moře suchou deltou, která je naplňována vodou jen při povodních.

## Vodní stav
Zdroj vody je převážně podzemní. Průměrný roční průtok vody ve vzdálenosti 144 km od ústí činí 1,2 m³/s. V srpnu obvykle vysychá.

## Využití
Využívá se na zavlažování.